# José Sinval De Campos
José Sinval (Bebedouro, 6 d'abril de 1967) és un exfutbolista i entrenador brasiler, que jugava de davanter.

## Trajectòria
Va començar a destacar al Servette FC, amb qui va guanyar la lliga suïssa de 1994. A l'estiu del 1995 recala al CP Mérida de la lliga espanyola. Al quadre extremeny va ser un dels símbols del conjunt en la segona meitat dels 90, l'època daurada del club. En cinc temporades, Sinval va jugar 190 partits entre Segona i primera divisió, tot marcant 23 gols.
Després d'una breu estada al Pachuca mexicà, retorna a Suïssa el 2001 per jugar amb l'Etoile Carouge i el FC Collex-Bossy. El 2005 retorna al Mérida, ara en Segona B, on penjaria les botes.

### Clubs
- 1986-1995: Servette
- 1995-2000: CP Mérida
- 2001: Pachuca
- 2001-2003: Etoile Carouge FC
- 2003: FC Collex-Bossy
- 2005-2007: UD Mérida